# Gornji Mihaljevec
Gornji Mihaljevec est un village et une municipalité située dans le comitat de Međimurje, en Croatie. Au recensement de 2001, la municipalité comptait 2 046 habitants, dont 96,77 % de Croates et le village seul compte 286 habitants.

## Localités
La municipalité de Gornji Mihaljevec compte 13 localités :
| - Badličan - Bogdanovec - Dragoslavec Breg - Dragoslavec Selo - Gornja Dubrava - Gornji Mihaljevec - Križopotje | - Martinuševec - Preseka - Prhovec - Tupkovec - Vugrišinec - Vukanovec |